# Sony Music Studios

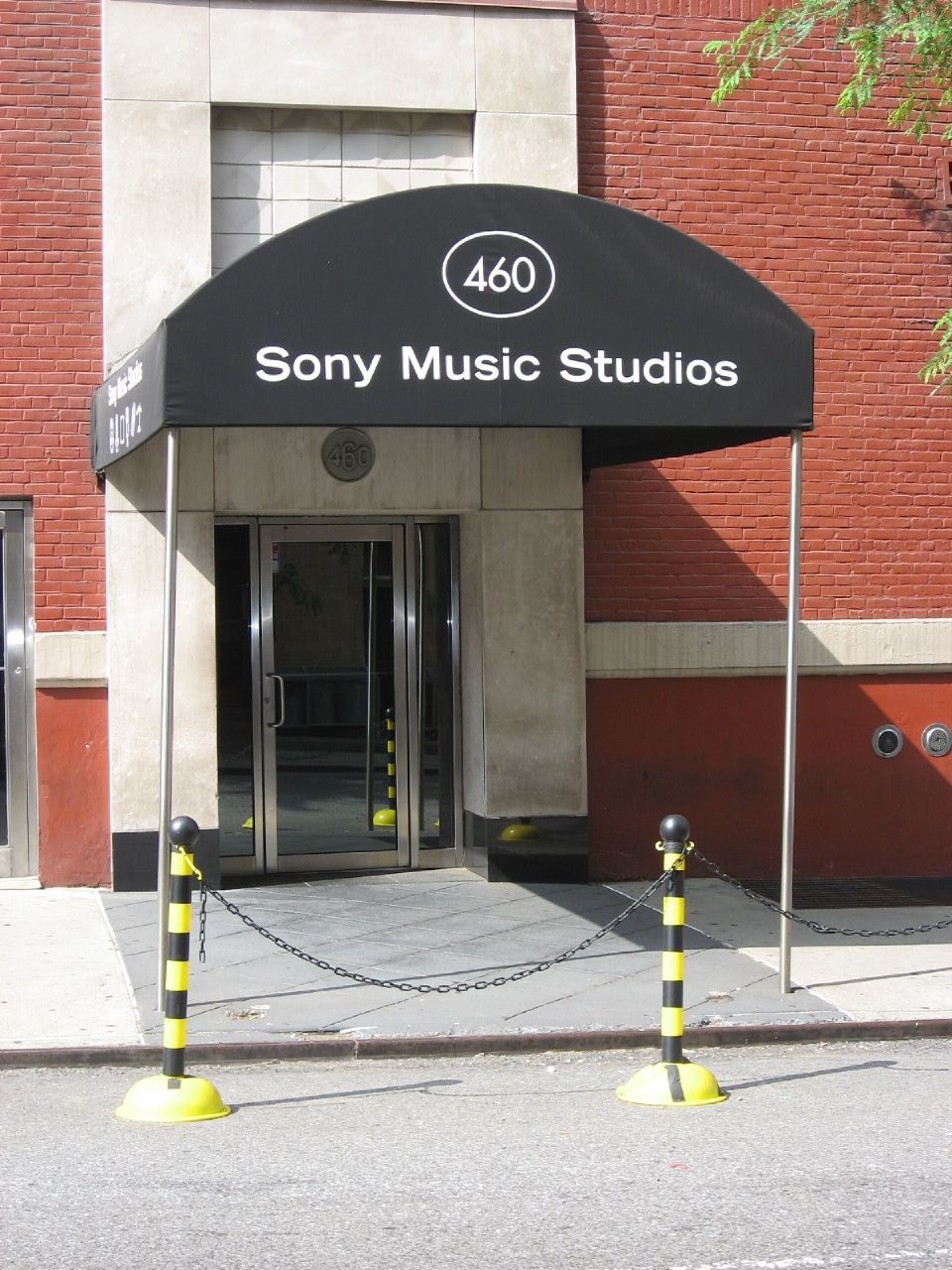
Sony Music Studios den 9 juni 2007.

Sony Music Studios var en inspelningsstudio och masteringstudio som låg på 460 W. 54th Street, på Tenth Avenue, i Hell's Kitchen, New York i USA. Den grundades 1993 även om byggnaden tidigare hade ägts av Camera Mart i tjugo år som lånade ut lokalerna till filmproduktioner. I Sony Music Studios spelades program såsom Who Wants to Be a Millionaire?, MTV Unplugged, Sessions at West 54th, Tough Crowd with Colin Quinn, Hard Rock Live, Chain Reaction och Grand Slam in, där den senare var det sista program att spelas in i studion. Den 7 juni 2007 meddelade Sony BMG att de tänkte sälja studion och efter att ha stängt studion i augusti 2007 såldes den i november samma år till ett pris av $44 miljoner. Sony Music Studios revs senare för att göra plats åt lyxlägenheter.